# David Knights
Pour les articles homonymes, voir Knight.
David John Knights, né le 28 juin 1945 à Islington, est un bassiste anglais, membre de Procol Harum entre 1967 et 1969.
Il joue notamment sur le premier single du groupe, A Whiter Shade of Pale. Après son départ, il est remplacé par Chris Copping.

## Discographie
- 1967 : Procol Harum — Procol Harum
- 1968 : Procol Harum — Shine on Brightly
- 1969 : Procol Harum — A Salty Dog
- 1974 : Ruby — Red Crystal Fantasies